# Sony Ericsson F305
O Sony Ericsson F305 é um celular da Sony Ericsson da FUN SERIES (série F). Foi lançado no mercado em novembro de 2008, sendo especialmente concebido para jogadores. O celular vem com 11 jogos pré-instalados que não podem ser removidos.

## Especificações
- GSM 850 / 900 / 1800 / 1900
- Ecrã 96 x 47 x 14.6
- 97.5 g
- 256K, 176 x 220 pixels, ecrã LCD TFT de 2"
- Toques polifónicos e MP3
- 1000 entradas para agenda telefónica
- 10MB de memória
- Memory Stick Micro (M2), até 4GB
- Bluetooth, GPRS, USB 2.0
- Câmara de 2 megapíxeis, 1600x1200 píxeis
- Vídeo
- SMS, MMS, Email, Instant Messaging
- Browser WAP 2.0/xHTML
- Rádio FM estéreo com RDS
- Java MIDP 2.0
- Reconhecimento de músicas através de TrackID
- Bateria Li-ion